# سیارک ۸۷۵۰
سیارک ۸۷۵۰ (به انگلیسی: 8750 Nettarufina، نامگذاری:2197P-L) هشت هزار و هفتصد و پنجاهمین سیارک کشف شده‌است که در ۲۴ سپتامبر ۱۹۶۰ کشف شد.
قدر مطلق سیارک برابر ۱۴٫۲۰ است.